# تیگران داوتیان (بازیکن فوتبال)
تیگران لیودویگی داوتیان (ارمنی: Տիգրան Լյուդվիգի Դավթյան؛ زادهٔ ۱۰ ژوئن ۱۹۷۸ در گیومری) یک بازیکن فوتبال بازنشسته در پست هافبک اهل ارمنستان است.

## باشگاهی
از باشگاه‌هایی که در آن بازی کرده‌است می‌توان به شیراک، اولیس، میکا اشاره کرد.

## ملی
وی همچنین در تیم ملی فوتبال ارمنستان بازی کرده‌است. داوتیان نخستین بازی ملی خود را که یک دیدار دوستانه بود در تاریخ ۷ ژوئن ۲۰۰۲ در مقابل آندورا انجام داده‌است.

## افتخارات
شیراک
- لیگ برتر فوتبال ارمنستان (۱): ۲۰۱۲–۱۳
- جام استقلال ارمنستان (۳): ۲۰۰۵, ۲۰۰۶, ۲۰۱۱–۱۲
- سوپر جام فوتبال ارمنستان (۲): ۲۰۰۳، ۲۰۰۶